# Distrito electoral de Walsh (Illinois)
Walsh Precinct es una subdivisión territorial del condado de Randolph, Illinois, Estados Unidos. Según el censo de 2020, tiene una población de 427 habitantes.
De los 102 condados del estado de Illinois, 17 (entre ellos, el condado de Randolph) están subdivididos en "precintos". Los restantes condados están subdivididos en townships. A pesar de esta distinción, a veces también se hace referencia a los precintos como civil townships. 
A diferencia de los precintos electorales, estos precintos no están necesariamente restringidos a un solo distrito electoral. En cambio, sirven como subdivisiones del condado. No deben ser confundidos, por lo tanto, con distritos electorales.

## Geografía
La subdivisión está ubicada en las coordenadas 38°06′25″N 89°48′59″O / 38.10694, -89.81639 (38.106939, -89.816457). Según la Oficina del Censo, tiene una superficie total de 70.5 km², de los cuales 69.0 km² corresponden a tierra firme y 1.5 km² están cubiertos de agua.

## Demografía
Según el censo de 2020, hay 427 personas residiendo en la zona. La densidad de población es de 6.2 hab./km². El 96.02% de los habitantes son blancos, el 0.23% es de otra raza y el 3.75% son de una mezcla de razas. Del total de la población, el 0.70% son hispanos o latinos de cualquier raza.